# Baie Kamishak
La baie Kamishak, en anglais Kamishak Bay, est une baie des États-Unis qui constitue la partie méridionale du golfe de Cook, en Alaska. 

## Géographie
Ouverte sur le golfe de Cook à l'est et au nord, elle est délimitée au nord-est par l'île Augustine, une île volcanique, et à l'ouest et au sud par les côtes de l'Alaska dont la péninsule d'Alaska au sud. La baie est nommée d'après l'USS Kamishak (AVP-44), un navire transporteur d'hydravion dont la construction a été annulée.

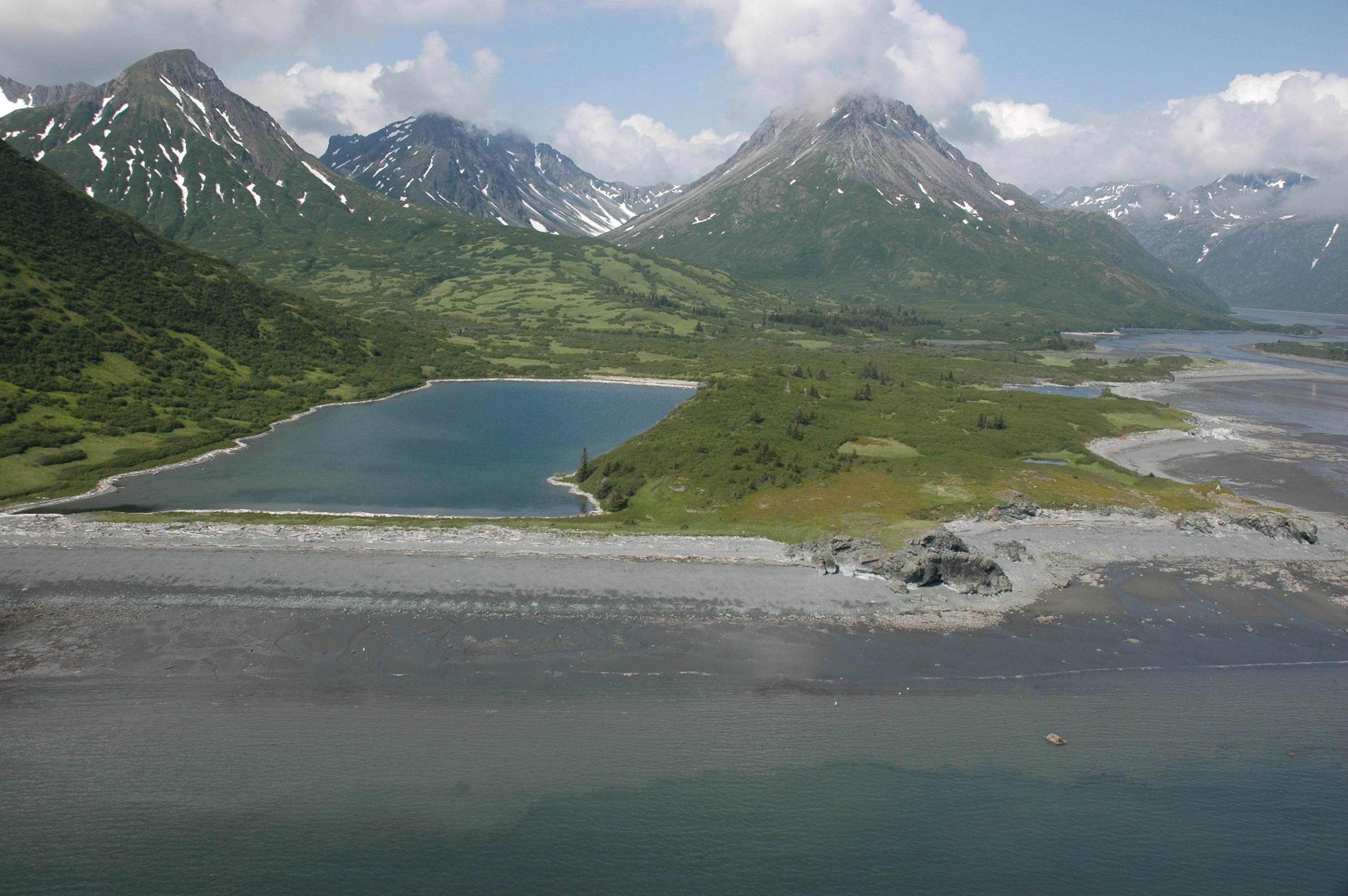
Vue aérienne de la côte de la baie à marée basse à Ursus Cove.